# Metapsyllaephagus desantisi
Metapsyllaephagus desantisi är en stekelart som beskrevs av Svetlana N. Myartseva 1980. Metapsyllaephagus desantisi ingår i släktet Metapsyllaephagus och familjen sköldlussteklar.
Artens utbredningsområde är:
- Kazakstan.
- Turkmenistan.

Inga underarter finns listade i Catalogue of Life.